# Karl Renner
Karl Renner ([kaʁl ˈʀɛnɐ]ⓘ; Unter-Tannowitz, 14 december 1870 - Wenen, 31 december 1950) was een Oostenrijks politicus.
Renner werd geboren als het achttiende kind in een arm boerengezin. Door zijn talent mocht hij echter toch gaan studeren. Hij deed rechten aan de Universiteit van Wenen van 1890 tot 1896 en in 1895 was hij een van de oprichters van Naturfreunde Internationale Hij ontwierp ook het logo van deze organisatie.
Renner was altijd al geïnteresseerd in politiek en werd in 1896 lid van de sociaaldemocratische SPÖ. Hij vertegenwoordigde de partij vanaf 1907 in de rijksraad. In 1918 was hij een van de oprichters van de Republiek Duits-Oostenrijk, de voorloper van de Eerste Republiek. Hierbij werd hij de eerste kanselier van Oostenrijk van 1918 tot 1920. Bij het vredesverdrag van Saint-Germain voerde hij namens Oostenrijk de onderhandelingen.
Van 1931 tot 1933 was Renner voorzitter van het parlement. Hij ijverde voor een samengaan van Oostenrijk met Duitsland, maar liet de politiek aan zich voorbijgaan tijdens de oorlog. Overigens was het samengaan met Duitsland het doel van Duits-Oostenrijk, maar was dit met klem verboden door de geallieerden bij het Verdrag van Saint-Germain.
Na de ineenstorting van het Derde Rijk probeerde Renner een provisorische overheid op te richten en stond hij voor een zelfstandig Oostenrijk. Hij werd de eerste kanselier na de Tweede Wereldoorlog. In 1945 werd hij de eerste president van de Tweede Republiek.
Karl Renner stierf tijdens zijn ambtstermijn in 1950 en werd begraven op het ereveld van Zentralfriedhof in Wenen.